# Vendetta normanna
Vendetta normanna è un cortometraggio muto del 1908 diretto da Mario Caserini.

## Distribuzione
- Germania: come "Normannische Rache"
- Italia: 1908
- Regno Unito: come "A Vengeance in Normandy"
- USA: 11 aprile 1908, come "Vengeance in Normandy"